# 拉克羅斯 (堪薩斯州)
拉克羅斯（La Crosse）為美國堪薩斯州拉什縣的一座城市，也是拉什縣的縣治。根據2010年美國人口普查，此城市人口有1,342人。拉克羅斯有「世界有刺鐵絲網之都」之稱。

## 歷史
拉克羅斯成立於1876年，城市名以威斯康辛州的城市拉克罗斯為名。在縣志記載中，拉克羅斯曾與臨時縣城—拉什森特引發縣治大戰，最終拉克羅斯勝利，成為拉什縣的永久縣治，而後在1888年於拉克羅斯境內設立縣法院。
拉克羅斯在1960年代成為回收有刺铁丝网的中心，從而在城市內成立堪薩斯州有刺鐵絲網博物館，因此有「世界有刺鐵絲網之都」之稱。

## 人口統計
| 调查年                | 人口  | 备注   | %±     |
| --------------------- | ----- | ------ | ------ |
| 1890                  | 513   |        | —      |
| 1900                  | 536   |        | 4.5%   |
| 1910                  | 806   |        | 50.4%  |
| 1920                  | 808   |        | 0.2%   |
| 1930                  | 1,355 |        | 67.7%  |
| 1940                  | 1,407 |        | 3.8%   |
| 1950                  | 1,769 |        | 25.7%  |
| 1960                  | 1,767 |        | −0.1%  |
| 1970                  | 1,583 |        | −10.4% |
| 1980                  | 1,618 |        | 2.2%   |
| 1990                  | 1,427 |        | −11.8% |
| 2000                  | 1,376 |        | −3.6%  |
| 2010                  | 1,342 |        | −2.5%  |
| 2014年估计            | 1,290 | [ 12 ] | −3.9%  |
| U.S. Decennial Census |       |        |        |

### 2010年普查
據2010年人口普查，此城市人口有1,342人，戶數606戶，350個家庭。人口密度為493.5人/每平方公里（1,278.1人/每平方英里）。此城市有722棟住宅，平均每平方公里有265.5棟住宅。此城市居民之種族中，白人佔98.5%，非裔美國人佔0.2%，美洲原住民佔0.4%，亞裔美國人佔0.2%，其他種族佔0%，混血種族則佔0.7%。而西班牙裔或拉丁裔美國人佔此城市人口的2.8%。
此城市之戶籍數計有606戶。其中擁有18歲以下孩童的住戶佔24.9%；已婚夫婦且同居的住戶佔44.2%，住戶為女性單親者佔9.7%；住戶為男性單親者佔4.8%；住戶並非一個家庭的佔42.2%。住戶為獨自一人居住的佔全戶之36.6%，其中有18.5%為65歲或以上之獨居老人。每戶住戶平均成員人數為2.10人，每個家庭平均成員人數則是2.72人。
此城市居民之年齡中位數為47.4歲。以年齡層分類，年齡低於18歲者佔19.9%；年齡介在18歲至24歲之間者佔4.9%；年齡介在25歲至44歲之間者佔21.3%；年齡介在45歲至64歲之間者佔27%；年齡高於65歲者佔26.9%。男性佔全市人口之47.3%，女性則佔全市人口之52.7%。

### 2000年普查
據2000年人口普查，此城市人口有1,376人，戶數585戶，367個家庭。人口密度為520.9人/每平方公里（1,351.8人/每平方英里）。此城市有720棟住宅，平均每平方公里有272.5棟住宅。此城市居民之種族中，白人佔98.33%，非裔美國人佔0.22%，美洲原住民佔0.44%，亞裔美國人佔0.15%，其他種族佔0.22%，混血種族則佔0.65%。而西班牙裔或拉丁裔美國人佔此城市人口的1.38%。
此城市之戶籍數計有585戶，其中擁有18歲以下孩童的住戶佔26.5%；已婚夫婦且同居的住戶佔53.0%，住戶為女性單親者佔6.8%；住戶並非一個家庭的佔37.1%。住戶為獨自一人居住的佔全戶之33.5%，其中有18.3%為65歲或以上之獨居老人。每戶住戶平均成員人數為2.20人，每個家庭平均成員人數則是2.81人。
以年齡層分類，年齡低於18歲者佔21.5%；年齡介在18歲至24歲之間者佔6.1%；年齡介在25歲至44歲之間者佔21.8%；年齡介在45歲至64歲之間者佔23.3%；年齡高於65歲者佔27.3%。此城市居民之年齡中位數為45歲。性別比方面，每100名女性所對應的男性數為84.0名，如只計算18歲或以上的居民，則是每100名女性所對應的男性數為78.2名。
此城市每戶平均收入為31,435美元，每個家庭平均收入為39,118美元。男性平均收入26,118美元；女性平均收入20,600美元。此城市人均收入為17,264美元。此城市約有7.1%的家庭以及9.7%的居民低於貧窮門檻，其中18歲以下者占14.1%，65歲以上者佔11.6%。

## 地理
拉克羅斯坐落在北緯38度31分55秒、西經99度18分31秒（亦可表示為38.532014, -99.308614）處，海拔高度2,057英尺（627公尺）。此城市位於北美大平原的煙山地區，距離斯莫基希尔河約有12英里（19）、距離阿肯色河的支流沃爾納特溪（Walnut Creek）則有5英里（8.0）；沃爾納特溪的支流桑德溪（Sand Creek）流經此城市西南部以及南部；桑德溪的小型支流繆爾溪（Mule Creek）亦流經此城市。183號美國國道與4號堪薩斯州州道交叉口坐落於西北堪薩斯州，正好位於拉克羅斯北部。另外拉克羅斯距離威奇托有125英里（201）、距離堪薩斯城有261英里（420）、距離丹佛則有314英里（505）。
根據美国人口调查局的資料，此城市總面積為1.05平方英里（2.72平方），全境皆為陸地。

### 氣候
拉克羅斯在7月最為炎熱，1月最為寒冷，5月最為潮濕。拉克羅斯在1954年所測得的最高溫115°F（46°C）為歷年最高溫；而1989年所測得的最低溫-24°F（-31°C）為歷年最低溫。
| 堪薩斯州拉克羅斯          | 堪薩斯州拉克羅斯 | 堪薩斯州拉克羅斯 | 堪薩斯州拉克羅斯 | 堪薩斯州拉克羅斯 | 堪薩斯州拉克羅斯 | 堪薩斯州拉克羅斯 | 堪薩斯州拉克羅斯 | 堪薩斯州拉克羅斯 | 堪薩斯州拉克羅斯 | 堪薩斯州拉克羅斯 | 堪薩斯州拉克羅斯 | 堪薩斯州拉克羅斯 | 堪薩斯州拉克羅斯 |
| 月份                      | 1月              | 2月              | 3月              | 4月              | 5月              | 6月              | 7月              | 8月              | 9月              | 10月             | 11月             | 12月             | 全年             |
| ------------------------- | ---------------- | ---------------- | ---------------- | ---------------- | ---------------- | ---------------- | ---------------- | ---------------- | ---------------- | ---------------- | ---------------- | ---------------- | ---------------- |
| 历史最高温 °F（°C）       | 81 (27)          | 86 (30)          | 95 (35)          | 103 (39)         | 107 (42)         | 112 (44)         | 115 (46)         | 114 (46)         | 112 (44)         | 100 (38)         | 89 (32)          | 83 (28)          | 115 (46)         |
| 平均高温 °F（°C）         | 41 (5)           | 47 (8)           | 57 (14)          | 67 (19)          | 76 (24)          | 87 (31)          | 94 (34)          | 92 (33)          | 83 (28)          | 72 (22)          | 55 (13)          | 44 (7)           | 68 (20)          |
| 平均低温 °F（°C）         | 15 (−9)          | 19 (−7)          | 28 (−2)          | 38 (3)           | 50 (10)          | 60 (16)          | 65 (18)          | 63 (17)          | 54 (12)          | 41 (5)           | 27 (−3)          | 19 (−7)          | 40 (4)           |
| 历史最低温 °F（°C）       | −23 (−31)        | −17 (−27)        | −23 (−31)        | 9 (−13)          | 21 (−6)          | 36 (2)           | 43 (6)           | 42 (6)           | 23 (−5)          | 14 (−10)         | −8 (−22)         | −24 (−31)        | −24 (−31)        |
| 平均降水量 （mm）         | 0.66 (17)        | 0.83 (21)        | 2.09 (53)        | 2.27 (58)        | 3.65 (93)        | 3.35 (85)        | 3.40 (86)        | 2.55 (65)        | 1.88 (48)        | 1.42 (36)        | 1.22 (31)        | 0.76 (19)        | 24.08 (612)      |
| 来源：The Weather Channel |                  |                  |                  |                  |                  |                  |                  |                  |                  |                  |                  |                  |                  |

## 政府
根據州法，拉克羅斯因人口數小於2,000人而歸為第三類城市，城市政體為議會-經理制。此城市的政府由1名市長以及2名市議員所組成，而議會於每月第二個及第四個禮拜三舉行。

## 教育
拉克羅斯屬於拉克羅斯聯合學區（第395聯合學區），境內擁有3所公立學校，分別為：
- 拉克羅斯小學（K－6年級）
- 拉克羅斯中學（7－8年級）
- 拉克羅斯高中（9－12年級）

## 交通
183號美國國道以南北走向通過拉克羅斯，並與4號堪薩斯州州道相交，而4號堪薩斯州州道則沿著此城市北端以東西走向通過。

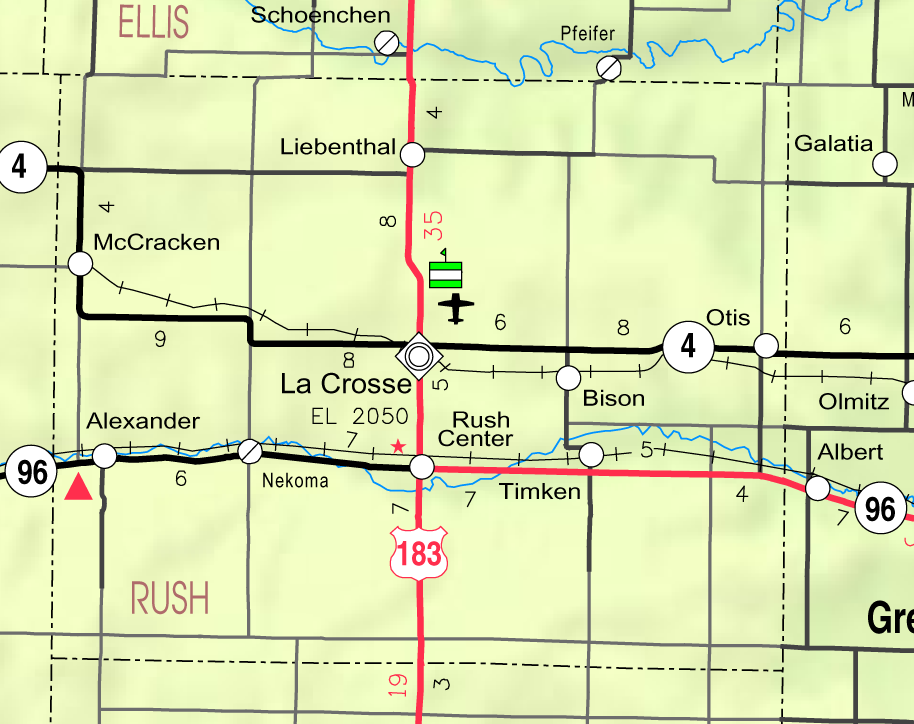
2005年版本的科菲縣堪薩斯州運輸部地圖，圖中可見拉克羅斯以及其他地區（圖例）

拉什縣機場（Rush County Airport）坐落於此城市東北方、4號堪薩斯州州道北側，為座公有機場，擁有一條由瀝青材料所鋪設的起落跑道，並且使用於通用航空。
堪薩斯州與奧克拉荷馬州鐵路線以東南－西北走向通過拉克羅斯。

## 媒體

### 報紙
拉什縣新聞（The Rush County News）坐落於拉克羅斯，每周出版一期。

### 電台
以下為拉克羅斯境內可收聽到的合法廣播電台：
FM
| 收聽頻率 | 无线电台呼号 | 電台名稱   | 授權城市 | 備註                      |
| -------- | ------------ | ---------- | -------- | ------------------------- |
| 93.5     | KKDT         | Adult Hits | 伯德特   | Dave FM；從拉克羅斯可收聽 |
| 104.7    | KXNC         | Top 40     | 內斯城   | 從拉克羅斯可收聽          |

### 電視
拉克羅斯坐落於威奇托-哈欽森電視市場內。

## 文化

### 活動
- 拉什縣博覽會（Rush County Fair）

### 博物館
- 堪薩斯州有刺鐵絲網博物館（英语：Kansas Barbed Wire Museum）
- 後搖滾博物館（Post Rock Museum）
- 歷史博物館

## 外部連結
城市
- 拉克羅斯市
- 拉克羅斯—公職人員名錄

學校
- USD 395 （页面存档备份，存于），所在學區

歷史
- 拉什縣城市歷史
- 拉克羅斯資訊 （页面存档备份，存于），堪薩斯州圖例

地圖
- 拉克羅斯地圖 （页面存档备份，存于），堪薩斯州運輸部